# سيسيليا بو
كانت إليزا سيسيليا بو (1 مايو 1855- 17 سبتمبر 1942) رسامة بورتريه في المجتمع الأمريكي، تضمنت موضوعاتها السيدة إديث روزفلت والأميرال السير ديفيد بيتي وجورج كليمنصو.
تدرّبت في فيلادلفيا، وذهبت إلى باريس للدراسة، وتأثرت تأثرًا شديدًا بالرسامين الكلاسيكيين توني روبرت فلوري وويليام أدولف بوغيرو، الذين تجنبوا الحركات الطليعية. بدورها، قاومت الانطباعية والتكعيبية، وظلت فنانة تصويرية مستقلة بشدة. لكن أسلوبها أثار المقارنات مع جون سينغر سارجنت، وفي أحد المعارض، قال برنارد بيرنسون مازحًا إن اللوحات كانت أفضل لوحات سارجنت في الغرفة. كان بإمكانها الإثناء على موديلاتها من دون مراوغة، وأظهرت نظرة ثاقبة في الشخصية. مثل معلمها ويليام سارتين، اعتقدت أن ثمة علاقة بين الخصائص والسمات السلوكية.
صارت بو أول مدرّسة أنثى في أكاديمية بنسلفانيا للفنون الجميلة. منحها المعهد الوطني للفنون والآداب ميدالية ذهبية للإنجاز مدى الحياة، وكرمتها إليانور روزفلت باعتبارها «المرأة الأمريكية التي قدمت أعظم مساهمة للثقافة العالمية».

## سيرتها

### نشأتها
وُلدت إليزا سيسيليا في 1 مايو 1855 في فيلادلفيا، الابنة الصغرى لمصنّع الحرير الفرنسي جان أدولف بو والمدرّسة سيسيليا كينت ليفيت. كانت أمها ابنة رجل الأعمال البارز جون ويلر ليفيت من نيويورك وزوجته سيسيليا كينت من سافيلد بكونيتيكيت. توفيت سيسيليا كينت ليفيت جراء حمى النفاس بعد اثني عشر يومًا من ولادتها في سن الثالثة والثلاثين.
نشأت سيسيليا وأختها إيتا بعد ذلك على أيدي خالاتهما في فيلادلفيا بصورة رئيسة. عاد والدها، لعجزه عن احتمال الحزن على خسارته وشعوره بالضياع في بلد أجنبي، إلى موطنه فرنسا لستة عشر عامًا، لم يزُر فيها فيلادلفيا إلا مرة واحدة. عاد عندما كانت سيسيليا في الثانية، لكنه غادر بعد أربع سنوات بعد فشل تجارته. وكما اعترفت لاحقًا: «لم نحب والدنا كثيرًا، إذ كان أجنبيًا للغاية. كنا نظنه غريبًا». كان والدها يتمتع بموهبة طبيعية في الرسم وكانت الأختان مفتونتان برسمه الخيالي للحيوانات. في وقت لاحق، اكتشفت بو أن أصلها الفرنسي سيخدمها خير خدمة في خلال رحلتها الطويلة إلى فرنسا وتدريبها فيها.
في فيلادلفيا، تزوجت خالة بو، إيميلي، مهندس المناجم ويليام فوستر بيدل، والذي وصفته بو لاحقًا بأنه «التأثير الأقوى والأكثر فائدة في حياتي بعد جدتي». لخمسين سنة، كان يعتني ببنات أخت زوجته باهتمام مستمر ودعم مالي في بعض الأحيان. من ناحية أخرى، كانت جدتها مسؤولة عن الإشراف اليومي والتأديب اللطيف. سواء في الأعمال المنزلية، أو الأعمال اليدوية، أو الأكاديمية، قدمت الجدة ليفيت إطارًا عمليًا، مشددة على أن «كل شيء نبدأ به يجب أن نكمله، ونقهره». كانت سنوات الحرب الأهلية صعبة على وجه الخصوص، لكن العائلة الموسعة نجت على الرغم من قلة الدعم العاطفي أو المالي من والد بو.
بعد الحرب، بدأت بو بقضاء بعض الوقت في أسرة «ويلي» وإيميلي، وكلاهما موسيقي بارع. تعلمت بو عزف البيانو لكنها فضلت الغناء. أثبت الجو الموسيقي لاحقًا أنه نافع لطموحاتها. استذكرت بو قائلةً: «كانوا يفهمون أتم الفهم روح حياة الفنان وضروراتها». في سنوات مراهقتها، تعرضت للفن أول مرة في خلال زيارات أجرتها رفقة ويلي إلى أكاديمية بنسلفانيا للفنون الجميلة، وهي واحدة من أبرز مدارس الفن والمتاحف في أمريكا. على الرغم من انبهارها بالعناصر السردية لبعض الصور، لا سيما الموضوعات التوراتية للوحات بنيامين ويست الضخمة، لم تكن بو في هذه المرحلة تطمح لأن تصير فنانة.
كانت طفولتها محمية رغم أنها سعيدة عمومًا. عندما كانت مراهقة، أظهرت بالفعل سمات، كما وصفتها، «الواقعية والكمالية معًا، والتي تبعها شغف عنيد بالاستمرار». ارتادت مدرسة السيدة ليمان ولم تكن إلا طالبة متوسطة، رغم أنها أبلت حسنًا باللغة الفرنسية والتاريخ الطبيعي. لكن لم يكن بوسعها تحمل دفع أجور إضافية لدروس الرسم.
في عمر السادسة عشرة، بدأت بو دروس الرسم مع قريبتها كاثرين آن درينكر، وهي فنانة مرموقة تمتلك استوديو خاصًا بها وتنمي مجموعة زبائنها. صارت درينكر قدوة بو، واستمرت بالدروس معها لمدة عام. درست بعد ذلك لعامين مع الفنان فرانسيس أدولف فان دير فيلن، الذي قدم لها دروسًا في المنظور والرسم من القوالب خلال الوقت الذي كانت فيه أكاديمية بنسلفانيا الجديدة للفنون الجميلة قيد الإنشاء. نظرًا إلى حياد العصر الفيكتوري، مُنعت الإناث من الدراسة المباشرة في علم التشريح ولم يكن بوسعهن حضور دروس رسم فيها موديلات حية (اللاتي كنت في غالب الأوقات مومسات) إلا بعد عقد من الزمان.
في الثامنة عشرة، عُينت بو مدرّسة رسم في مدرسة الآنسة سانفورد، إذ تولت منصب درينكر. قدّمت كذلك دروس رسم خاصة وأنتجت فنًا زخرفيًا وبورتريهات صغيرة. كانت دراساتها الخاصة موجهة ذاتيًا في معظمها. تلقت بو مدخلها الأول إلى الطباعة الحجرية بينما كانت تنسخ عملًا للرسام الفيلادلفي توماس سينكلير ونشرت عملها الأول في مجلة القديس نيكولاس في ديسمبر 1873. أظهرت بو دقة وصبرًا باعتبارها رسامة توضيحية علمية، فأنتجت رسومات لمستحاثات لصالح إدوارد درينكر كوب، من أجل تقرير متعدد المجلدات ترعاه هيئة المسح الجيولوجي الأمريكية. غير أنها لم تجد الرسم التوضيحي التقني ملائمًا ليكون مهنة (فقد سببت لها الدقة المفرطة المطلوبة آلامًا في «ضفيرتها البطنية»). في هذه المرحلة، لم تكن تعتبر نفسها فنانة بعد.
بدأت بو بارتياد أكاديمية بنسلفانيا للفنون الجميلة في 1876، التي كانت آنذاك تحت التأثير الديناميكي لتوماس إيكنز، الذي تسبب عمله العظيم عيادة غروس «بترويع رواد معرض فيلادلفيا باعتباره مشهدًا دمويًا» في المعرض المئوي بعام 1876. نأت بنفسها عن إيكنز الجدلي، رغم إعجابها الكبير بأعماله. أدت فلسفته التدريسية التقدمي، التي ركزت على علم التشريح والدراسة الحية (وسمحت للطالبات بالمشاركة في استوديوهات منفصلة) إلى إقالته في النهاية من منصب مدير الأكاديمية. لم تتحالف مع مؤيدي إيكنز من الطلاب المتحمسين، وكتبت لاحقًا: «أبقتني غرزة غريبة في الحفاظ على الذات خارج الدائرة السحرية». بدلًا من ذلك، حضرت دروس رسم بورتريه وأزياء لثلاث سنوات كان يدرّسها المدير المريض كريستيان شوسيل. فازت بو بجائزة ماري سميث في معارض أكاديمية بنسلفانيا للفنون الجميلة عن أعوام 1885 و1887 و1891 و1892.